# Beatrix von Storch
Beatrix von Storch, née Beatrix von Oldenburg le 27 mai 1971 à Lübeck, est une femme politique allemande.
Elle est vice-présidente du parti Alternative pour l'Allemagne (AfD).

## Biographie

Les armoiries de la maison d'Oldenbourg

Beatrix von Storch, descendante de la maison d'Oldenbourg, est la petite-fille du grand-duc héréditaire Nicolas d'Oldenbourg. Du côté maternel, elle est la petite-fille de Lutz Schwerin von Krosigk (ministre des Finances d'Adolf Hitler), est diplômée en droit de l'université de Heidelberg et de l'université de Lausanne. 
Elle est mariée à Sven von Storch, issu d'une famille de propriétaires terriens dont les biens furent nationalisés par la République démocratique allemande (RDA). 

### Parcours politique
Elle fonde avec son mari plusieurs associations conservatrices. À plusieurs reprises, le fisc a enquêté sur le couple, accusé notamment d'avoir détourné des dons destinés à leurs associations.  
Elle est élue députée européenne lors des élections européennes de 2014. Au Parlement européen, elle siège au sein du groupe des Conservateurs et réformistes européens (CRE) du début de la mandature jusqu'au mois d'avril 2016, moment auquel elle décide de rejoindre le groupe Europe de la liberté et de la démocratie directe (ELDD). Le 8 mars 2016, le bureau du groupe CRE avait demandé aux élus de l'AfD de quitter leur groupe avant le 12 avril, faute de quoi leur exclusion serait votée,.
Elle démissionne de son mandat européen le 23 octobre 2017, à la suite de son élection au Bundestag lors des élections fédérales.

#### Positionnement
D'après la journaliste Annabelle Georgen, « elle incarne la ligne dure » de l'AfD. Le politologue Patrick Christian Moreau la décrit comme étant « avant tout une réactionnaire décomplexée, homophobe, violemment xénophobe et animée par une volonté de croisade contre l’islam ».
Conservatrice sur les questions de société, elle est une farouche opposante au mariage homosexuel, à la contraception et à l’avortement. Elle explique avoir « pleuré de joie » à l’annonce du Brexit. Elle met en cause la présence de joueurs issus de l'immigration dans l'équipe de football allemande.
Début 2016, lors des débats concernant un projet de loi sur les réfugiés, elle écrit dans une publication postée sur Facebook que les personnes qui entrent en Allemagne et qui selon la loi ne seraient pas autorisées à bénéficier du droit d'asile devraient se voir refuser l'entrée sur le territoire. Se référant au paragraphe 11 de la loi sur la contrainte immédiate (UZwG), elle conclut : « Et s'ils n'acceptent pas l'ordre de s'arrêter à la frontière, les agents chargés de l'application de la loi peuvent également utiliser des armes à feu contre ces personnes ». Elle déclare ne pas exclure les femmes et les enfants, avant de revenir sur ses propos et de présenter ses excuses.
Interrogée en 2016 sur la proximité idéologique entre l'AfD et le Front national, elle estime que sur l'économie, Marine Le Pen est « trop à gauche », déclarant ne pas approuver ses idées sur le protectionnisme et l'interventionnisme de l'État. 
En 2017, elle propose au Parlement européen d'accueillir en priorité les réfugiés chrétiens.
Elle manifeste régulièrement son soutien à Israël dans son combat contre « l’islamisme » et crée en 2017 au Parlement européen le groupe des « Amis de la Judée-Samarie ».